# József Zakariás
József Zakariás (Budapest, 25 marzo 1924 – Budapest, 22 novembre 1971) è stato un allenatore di calcio e calciatore ungherese, di ruolo difensore e centrocampista.

## Palmarès

### Giocatore

#### Club

##### Competizioni nazionali
- Campionato ungherese: 2

Budapesti Bástya/Vörös Lobogó: 1951, 1953
- Coppa d'Ungheria: 1

Budapesti Bástya: 1951-1952

##### Competizioni internazionali
- Coppa Mitropa: 1

Vörös Lobogó: 1955

#### Nazionale
- Oro olimpico: 1

1952
- Coppa Internazionale: 1

1953